# Thằng mõ
Thằng mõ là người có nhiệm vụ gõ mõ và thông báo theo chỉ thị của các chức sắc trong các làng xã cổ Việt Nam. Công việc của anh ta là đi khắp làng gõ mõ gọi dân làng đến tề tựu ở sân đình để nghe những tin tức mới xảy ra trong làng. Ngoài công việc trên, người này có nhiệm vụ khác là tuần phòng ban đêm và gõ từng hồi mõ báo hiệu giờ giấc dưới sự hướng dẫn của viên chức và các tráng đinh trong làng. Người này làm việc này không có lương bổng. Tuy nhiên anh ta thường được làng cấp cho một mảnh đất công nhỏ để cày cấy hoặc được đến mùa gặt thì được các địa chủ cho một ít thóc.
Trên thực tế, "thằng mõ" thường là một người rất nghèo và bị dân làng coi thường thân phận. Song hoàng đế Lê Thánh Tông (1442 - 1497) đã từng làm một bài thơ ngợi khen vai trò của "thằng mõ":
"Mõ này cả tiếng lại dài hơi,
Mẫn cán ra tay chẳng phải chơi.
Mộc đạc vang lừng trong bốn cõi,
Kim thanh rền rĩ khắp đòi nơi.
Trẻ già chốn chốn đều nghe lệnh,
Làng nước ai ai phải cứ lời.
Trên dưới quyền hành tay cắt đặt,
Một mình một chiếu thảnh thơi ngồi."
Tuy thân phận thấp hèn như vậy, nhưng "thằng mõ" xuất hiện khá nhiều trong các vở chèo cổ của Việt Nam.
Đứng dưới góc độ nghiên cứu lịch sử về truyền thông đại chúng ở Việt Nam thì "thằng mõ" được xem là phương tiện truyền thông sơ khai nhất trong xã hội cổ truyền Việt Nam, "hệ thống truyền tin" này đã tồn tại đến giữa thế kỷ thứ XX và đóng góp giá trị nhất định trong việc mang tin tức đến cho dân làng.